# ایالت بصره
ایالت بصره یکی از ایالت‌های امپراتوری عثمانی بود که مساحت آن در سده ۱۹ میلادی ۲۵۵۷۰ کیلومتر مربع تخمین زده می‌شد.
این ایالت در زمان محمد چهارم پس از فتح بغداد (۱۵۳۴) به نفوذ عثمانی درآمد. در ابتدا این ایالت حکام محلی داشت اما در سال ۱۵۴۶ میلادی حاکم آن توسط دربار عثمانی تعیین شد. در هنگام قدرت‌گیری حکومت نیمه‌مستقل مملوکان عراق طی سده‌های ۱۸ و ۱۹ میلادی بصره نیز در دست ایشان بود اما از اواسط سده ۱۹ میلادی دوباره تحت اداره عثمانی قرار گرفت.